# Copa Sul
In 1999 werd de eerste en enige editie van de Copa Sul gespeeld. De competitie werd gespeeld van 29 januari tot 25 april. Grêmio werd kampioen. Aan de competitie namen clubs deel van de staten Paraná, Rio Grande do Sul en Santa Catarina. Vanaf 2000 namen ook clubs deel uit de staat Minas Gerais, waarop de competitie omgedoopt werd in Copa Sul-Minas. 

## Eerste fase

### Groep A
| Plaats | Club     | Wed. | W | G | V | Saldo | Ptn. |
| ------ | -------- | ---- | - | - | - | ----- | ---- |
| 1.     | Coritiba | 6    | 5 | 0 | 1 | 17:7  | 15   |
| 2.     | Grêmio   | 6    | 4 | 0 | 2 | 10:7  | 12   |
| 3.     | Criciúma | 6    | 2 | 0 | 4 | 7:14  | 6    |
| 4.     | Tubarão  | 6    | 1 | 0 | 5 | 5:11  | 3    |

|  | Geplaatst voor tweede fase |

### Groep B
| Plaats | Club          | Wed. | W | G | V | Saldo | Ptn. |
| ------ | ------------- | ---- | - | - | - | ----- | ---- |
| 1.     | Internacional | 6    | 4 | 0 | 2 | 11:6  | 12   |
| 2.     | Paraná        | 6    | 3 | 1 | 2 | 11:11 | 10   |
| 3.     | Caxias        | 6    | 2 | 2 | 2 | 10:8  | 8    |
| 4.     | Figueirense   | 6    | 1 | 1 | 4 | 6:13  | 4    |

|  | Geplaatst voor tweede fase |

### Groep C
| Plaats | Club                | Wed. | W | G | V | Saldo | Ptn. |
| ------ | ------------------- | ---- | - | - | - | ----- | ---- |
| 1.     | Atlético Paranaense | 6    | 4 | 0 | 2 | 9:4   | 12   |
| 2.     | Juventude           | 6    | 4 | 0 | 2 | 10:7  | 12   |
| 3.     | Avaí                | 6    | 3 | 1 | 2 | 10:7  | 10   |
| 4.     | Grêmio Maringá      | 6    | 0 | 1 | 5 | 2:13  | 1    |

|  | Geplaatst voor tweede fase |

## Tweede fase

### Groep A
| Plaats | Club                | Wed. | W | G | V | Saldo | Ptn. |
| ------ | ------------------- | ---- | - | - | - | ----- | ---- |
| 1.     | Paraná              | 4    | 2 | 2 | 0 | 7:4   | 8    |
| 2.     | Atlético Paranaense | 4    | 2 | 1 | 1 | 7:3   | 7    |
| 3.     | Coritiba            | 4    | 0 | 1 | 3 | 4:11  | 1    |

|  | Geplaatst voor finale |

### Groep B
| Plaats | Club          | Wed. | W | G | V | Saldo | Ptn. |
| ------ | ------------- | ---- | - | - | - | ----- | ---- |
| 1.     | Grêmio        | 4    | 1 | 2 | 1 | 7:6   | 5    |
| 2.     | Internacional | 4    | 1 | 2 | 1 | 5:5   | 5    |
| 3.     | Juventude     | 4    | 1 | 2 | 1 | 7:8   | 5    |

|  | Geplaatst voor finale |

## Finale
|                           |        |       |        |                                                        |
| 13 april Eerste wedstrijd | Grêmio | 2 – 1 | Paraná | Olímpico Monumental, Porto Alegre Toeschouwers: 18.256 |
| 13 april Eerste wedstrijd |        |       |        | Olímpico Monumental, Porto Alegre Toeschouwers: 18.256 |

|                           |        |       |        |                         |
| 18 april Tweede wedstrijd | Paraná | 2 – 0 | Grêmio | Couto Pereira, Curitiba |
| 18 april Tweede wedstrijd |        |       |        | Couto Pereira, Curitiba |

|                          |        |       |        |                     |
| 25 april Derde wedstrijd | Paraná | 0 – 1 | Grêmio | Pinheirão, Curitiba |
| 25 april Derde wedstrijd |        |       |        | Pinheirão, Curitiba |

### Kampioen
| Copa Sul de 1999           |
| Rio Grande do Sul          |
| -------------------------- |
| GRÊMIO Kampioen (1° titel) |